# Aprion virescens
Aprion virescens es una especie de peces de la familia Lutjanidae en el orden de los Perciformes.

## Morfología
• Los machos pueden llegar alcanzar los 112 cm de longitud total y 15,4 kg de peso.

## Alimentación
Come principalmente peces, y en segundo término, gambas, cangrejos, cefalópodos y organismos  planctónicos.

## Hábitat
Es un pez de mar de clima tropical y asociado a los  arrecifes de coral que vive hasta los 180 m de profundidad.

## Distribución geográfica
Se encuentra desde el África Oriental hasta las Hawái,   el sur del Japón  y Australia.

## Uso comercial
Se comercializa principalmente fresco y, también, en salazón, aunque en menor cantidad.